# Berengar Elsner von Gronow
Berengar Elsner von Gronow (7 de janeiro de 1978) é um político alemão da Alternativa para a Alemanha e desde 2017 membro do Bundestag.

## Biografia
Em 2013, ele entrou para a recém-fundada AfD e, após as eleições federais alemãs de 2017, tornou-se membro do Bundestag, o órgão legislativo federal.
Gronow é um membro importante do agrupamento Alternative Mitte (ponto médio alternativo) da AfD.